# Cienie za nami
Cienie za nami (tytuł oryginalny: Hije që mbeten pas) – albański film fabularny z roku 1985 w reżyserii Esata Musliu, na motywach powieści Diany Çuli - Zeri i larget.

## Opis fabuły
Agron i Marjeta są zgodnym i szczęśliwym małżeństwem. Sytuacja zmienia się w dniu, kiedy przed sądem, któremu przewodniczy Agron, stają dwie osoby i ujawniają swoje powiązania z ojcem Marjety. Agron musi wybierać pomiędzy obowiązkiem a miłością do swojej żony. Ostatecznie przeciwstawia się naciskom swojej żony, która pragnie by ocalił jej ojca.
Film realizowano w Tiranie.

## Obsada
- Reshat Arbana jako Adnan Kodra
- Xhevdet Ferri jako Agron
- Paskal Prifti jako Rustem
- Matilda Makoçi jako Marjeta
- Ndriçim Xhepa jako Fredi
- Eva Alikaj jako Irena
- Tinka Kurti jako matka Agrona
- Demir Hyskja jako ojciec Agrona
- Antoneta Papapavli jako Sania
- Vasjan Lami jako Astrit
- Gëzim Rudi jako Arben
- Xhemil Tagani jako Lamja
- Dhimitër Jano jako Dajë Rustemi
- Gjergj Xhuvani jako Robert
- Vani Trako